# George Hodel

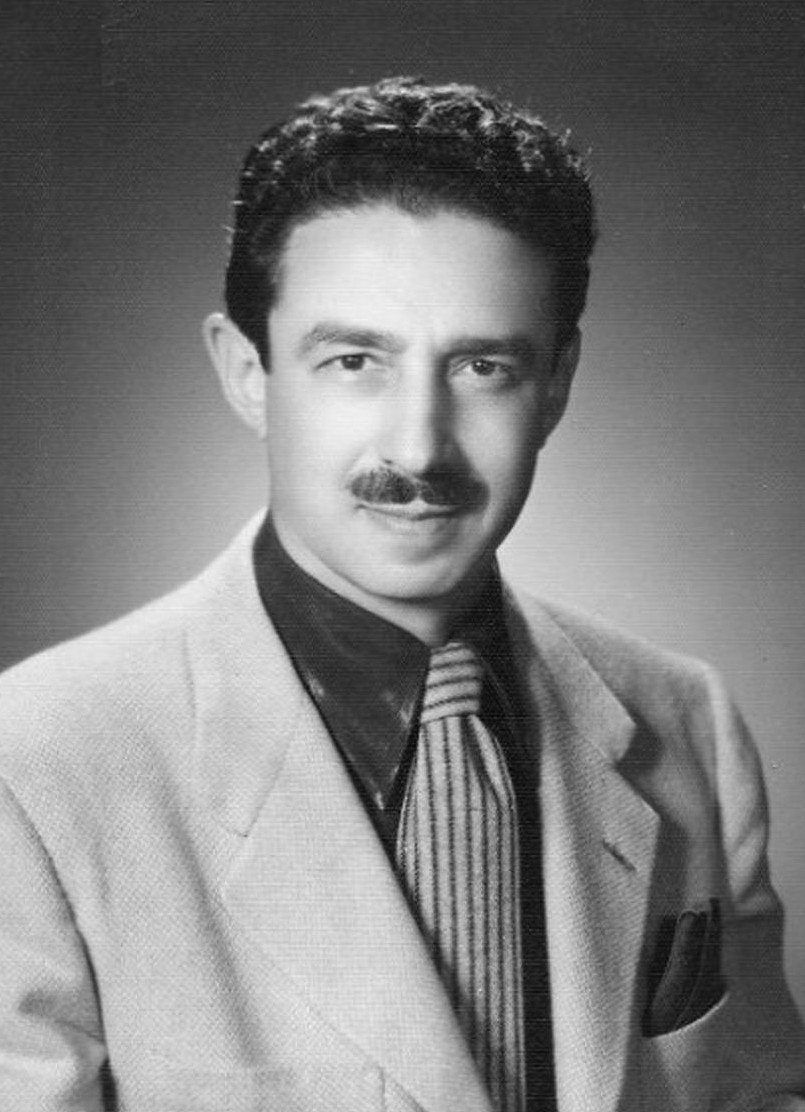
George Hodel (1949)

George Hill Hodel (* 10. Oktober 1907 in Los Angeles, Kalifornien; † 17. Mai 1999 in San Francisco, Kalifornien) war ein US-amerikanischer Arzt. Er war ein Verdächtigter im Mordfall Elizabeth Short („Black Dahlia“), ohne dass es jedoch zu einer Anklage kam. Er wurde auch noch in weiteren Mordfällen als Verdächtiger genannt (u. a. als möglicher Zodiac-Killer). Hodel wurde auch von seiner Tochter Tamar des sexuellen Missbrauchs bezichtigt, wurde aber vor Gericht freigesprochen.

## Biografie
George Hill Hodel Jr. wuchs in Los Angeles auf. Seine Eltern, George Hodel Sr. und Esther Hodel, waren russisch-jüdischer Abstammung. Er galt als hochbegabt und erreichte in einem frühen IQ-Test einen Wert von 186. Er war auch ein musikalisches Wunderkind. Nach dem Besuch der South Pasadena High School, die er bereits mit 15 abschloss, studierte er am California Institute of Technology in Pasadena, war aber gezwungen, die Universität nach einem Jahr zu verlassen, unter anderem wegen eines Sexskandals mit der Frau eines Professors. Er hatte die Frau geschwängert und wollte das gemeinsame Kind großziehen, was sie jedoch ablehnte. Die Affäre zwischen Hodel und der Frau führte dazu, dass ihre Ehe in die Brüche ging. Hodel heirate danach eine Frau namens Emilia und sie hatten einen Sohn, Duncan. In den 1930er Jahren war Hodel mit Dorothy Anthony verheiratet, einem Fotomodell aus San Francisco, mit der er eine Tochter, Tamar, hatte.
Hodel schloss sein Medizinstudium in Berkeley im Juni 1932 ab. Unmittelbar danach schrieb er sich an der medizinischen Fakultät der UC, San Francisco, ein und erhielt im Juni 1936 seinen medizinischen Abschluss und wurde Chirurg. Nachdem er eine Arztpraxis geführt hatte, wurde er Leiter des Social Hygiene Bureau. Nach seinem Umzug nach Los Angeles verkehrte Hodel in hochrangigen Kreisen und in der Bewegung der Surrealisten. Er freundete sich mit dem Fotografen Man Ray und dem Filmregisseur John Huston an. Mit Ray und einigen anderen Surrealisten teilte er ein Interesse am Sadomasochismus. Er führte einen hedonistischen Lebensstil mit wilden Partys und war ein Bewunderer des Marquis de Sade.
Im Jahr 1940 heiratete Hodel Dorothy Harvey, die Ex-Frau von John Huston. Er nannte sie „Dorero“, um Verwechslungen mit seiner anderen Frau, Dorothy Anthony, zu vermeiden. Hodel führte einen polygamen Lebensstil mit zahlreichen Affären, zu denen auch Elizabeth Short gehört haben soll. Hodel erwarb das Sowden House in LA im Jahr 1945 nach seiner Scheidung von Dorothy Harvey, wo er bis 1950 lebte. Das 1926 von Lloyd Wright, dem Sohn des bekannten amerikanischen Architekten Frank Lloyd Wright, im Stile eines Maya-Tempels errichtete Gebäude steht heute unter Denkmalschutz. Hodel soll hier Partys für die High Society von Hollywood mit Drogen und Sex abgehalten haben. Zu den Besuchern des Hauses gehörten auch viele Jungschauspielerinnen.
Ende 1949 beschuldigte Hodels jugendliche Tochter Tamar ihn des inzestuösen sexuellen Missbrauchs, wodurch diese schwanger geworden sein soll. Nach einem vielbeachteten Prozess wurde er freigesprochen. Zwei Zeugen des angeblichen Missbrauchs sagten in dem Prozess aus. Eine dritte widerrief ihre frühere Aussage und weigerte sich, sich zu melden, wobei eine Theorie besagt, dass Hodel sie bedrohte, damit sie schweigt. Nach dem Prozess verließ Hodel 1950 das US-Festland und ging nach Hawaii, wo er eine philippinische Frau namens Hortensia Laguda aus gutem Haus heiratete. Hodel erwarb einen Abschluss in Psychologie und betreute drei Jahre lang Gefangene in einem Gefängnis auf Hawaii, bevor er auf die Philippinen ging. Nachdem sie vier Kinder hatten, ließ er sich von seiner Frau in den 1960er Jahren scheiden. Laguda wurde später Abgeordnete des philippinischen Kongresses. Hodel kehrte 1990 nach Kalifornien zurück und lebte für den Rest seines Lebens in San Francisco, wo er im Alter von über 80 Jahren June, seine fünfte Frau, heiratete. Hodel starb im Mai 1999 im Alter von 91 Jahren.

## Mordverdacht
Am 15. Januar 1947 wurde die nackte Leiche der 22-jährigen Elizabeth Short auf einem leeren Grundstück im Stadtteil Leimert Park von Los Angeles entdeckt. Short war auf grausame Weise verstümmelt worden: Ihr Körper war an der Taille halbiert und ihr Mund war von einem Ohr zum anderen aufgeschnitten. Der Fall erregte großes Aufsehen und löste eine der größten Ermittlungen in der Geschichte des Los Angeles Police Department aus. Der Fall wurde nie aufgeklärt. Hodel geriet 1949 nach dem Prozess wegen sexuellen Missbrauchs als Verdächtiger im Mordfall Elizabeth Short ins Visier der Polizei. Im Short-Fall wurde gegen bekannte oder mutmaßliche Sexualverbrecher in der Gegend ermittelt, und in diesem Prozess war herausgekommen, dass Tamar behauptet hatte, ihr Vater sei der Mörder. Hodels Medizinstudium erregte ebenfalls Verdacht, da angenommen wurde, dass derjenige, der Shorts Leiche halbiert hatte, über ein gewisses Maß an chirurgischen Fähigkeiten verfügt haben musste. Mindestens acht Zeugen behaupteten, aus erster Hand zu wissen, dass es 1946 eine Beziehung zwischen Short und Hodel gab. Die Aufbereitung der Leiche erinnerte zudem an surrealistische Kunstwerke von Hodels Freund Man Ray. Es wurde allerdings niemals Anklage gegen Hodel erhoben.
Nach Hodels Tod im Jahr 1999 begann sein Sohn Steve Hodel, ein ehemaliger Detective der LAPD-Mordkommission, gegen seinen Vater als möglichen Verdächtigen im Mordfall Elizabeth Short zu ermitteln. Steve hat mehrere Bücher zu diesem Thema geschrieben. Er brachte seinen Vater auch mit weiteren Morden, u. a. den Morden des Zodiac-Killers, in Verbindung, der zwischen 1968 und 1969 in der Bay Area mehrere Menschen ermordete. Sein Sohn Steve schrieb, dass er glaube, dass Hodel von 1958 bis 1988 und insbesondere in den Jahren 1966–1969 mehrmals pro Jahr in die Vereinigten Staaten gereist sei, um weitere Morde zu begehen, und dann auf die Philippinen zurückkehrte. Auch Hodels Enkelin Fauna (1951–2017), eine True Crime-Autorin, beschäftigte sich mit dem Fall.
Im Juli 2018 entdeckte Sandi Nichols aus Indianapolis bei der Durchsicht der persönlichen Gegenstände ihrer kürzlich verstorbenen Mutter einen von ihrem Großvater, W. Glenn Martin, verfassten „Sterbebrief“ vom 26. Oktober 1949. Martin arbeitete in dieser Zeit als verdeckter Ermittler für das LAPD. In dem Brief wird ein „GH“ des Mordes an Elizabeth Short und einer zweiten Frau, Louise Springer, beschuldigt. Martins Brief behauptete, dass sowohl er als auch „GH“ Springer persönlich kannten und dass er glaube, „GH“ habe auch sie getötet. Das LAPD untersuchte zu dieser Zeit aktiv die Morde an Springer und Short und hatte sie öffentlich als „wahrscheinlich verbunden“ bezeichnet. Aus dem Brief von Martin geht hervor, dass „GH“ den Strafverfolgungsbehörden bekannt war und von ihnen geschützt wurde und dass sie ihn „gehen ließen“. Martins Anweisungen lauteten, dass sein Brief nur geöffnet werden sollte, falls einer seiner Töchter etwas zustoßen würde. Da nichts passierte, blieb der Brief 70 Jahre lang unentdeckt und im Besitz der Familie, bis er schließlich von Martins Enkelin entdeckt wurde.